# Karin Moor
Karin Moor, née le 11 décembre 1986, est une coureuse cycliste suisse. Spécialisée en VTT trial, elle a été neuf fois championne du monde de vélo trial 20 pouces entre 2001 et 2011. Elle a été désignée cycliste suisse de l'année en 2011. Elle met fin à sa carrière internationale en 2011, à l'issue du championnat du monde dont elle prend la neuvième place.

## Palmarès

### Championnats du monde
- 2001 Vail
  -  Championne du monde de vélo trial 20 pouces
- 2002 Kaprun
  -  Championne du monde de vélo trial 20 pouces
- 2003 Lugano
  -  Championne du monde de vélo trial 20 pouces
- 2004 Les Gets
  -  Championne du monde de vélo trial 20 pouces
  -  Médaillée de bronze du trial par équipes
- 2005 Livigno
  -  Championne du monde de vélo trial 20 pouces
- 2006 Rotorua
  -  Championne du monde de vélo trial 20 pouces
- 2007 Fort William
  -  Championne du monde de vélo trial 20 pouces
- 2008 Val di Sole
  -  Médaillée d'argent du vélo trial 20 pouces
  -  Médaillée de bronze du trial par équipes
- 2009 Canberra
  -  Championne du monde de vélo trial 20 pouces
- 2010 Mont Sainte-Anne
  -  Médaillée d'argent du vélo trial 20 pouces
- 2011 Champéry
  -  Championne du monde de vélo trial 20 pouces
  -  Médaillée de bronze du trial par équipes